# Vakuf (Lopare, BiH)
Vakuf je naseljeno mjesto u sastavu općine Lopare, Republika Srpska, BiH.

## Stanovništvo
| Vakuf              |              |
| godina popisa      | 1991.        |
| Srbi               | 311 (88,60%) |
| Muslimani          | 0            |
| Hrvati             | 3 (0,85%)    |
| Jugoslaveni        | 37 (10,54%)  |
| ostali i nepoznato | 0            |
| ukupno             | 351          |